# Кубок світу з біатлону 2011—2012 — етап 1
Перший етап Кубка світу з біатлону 2011-12 відбувався в Естерсунді, Швеція, з 30 листопада по 4 грудня 2011.

## Гонки

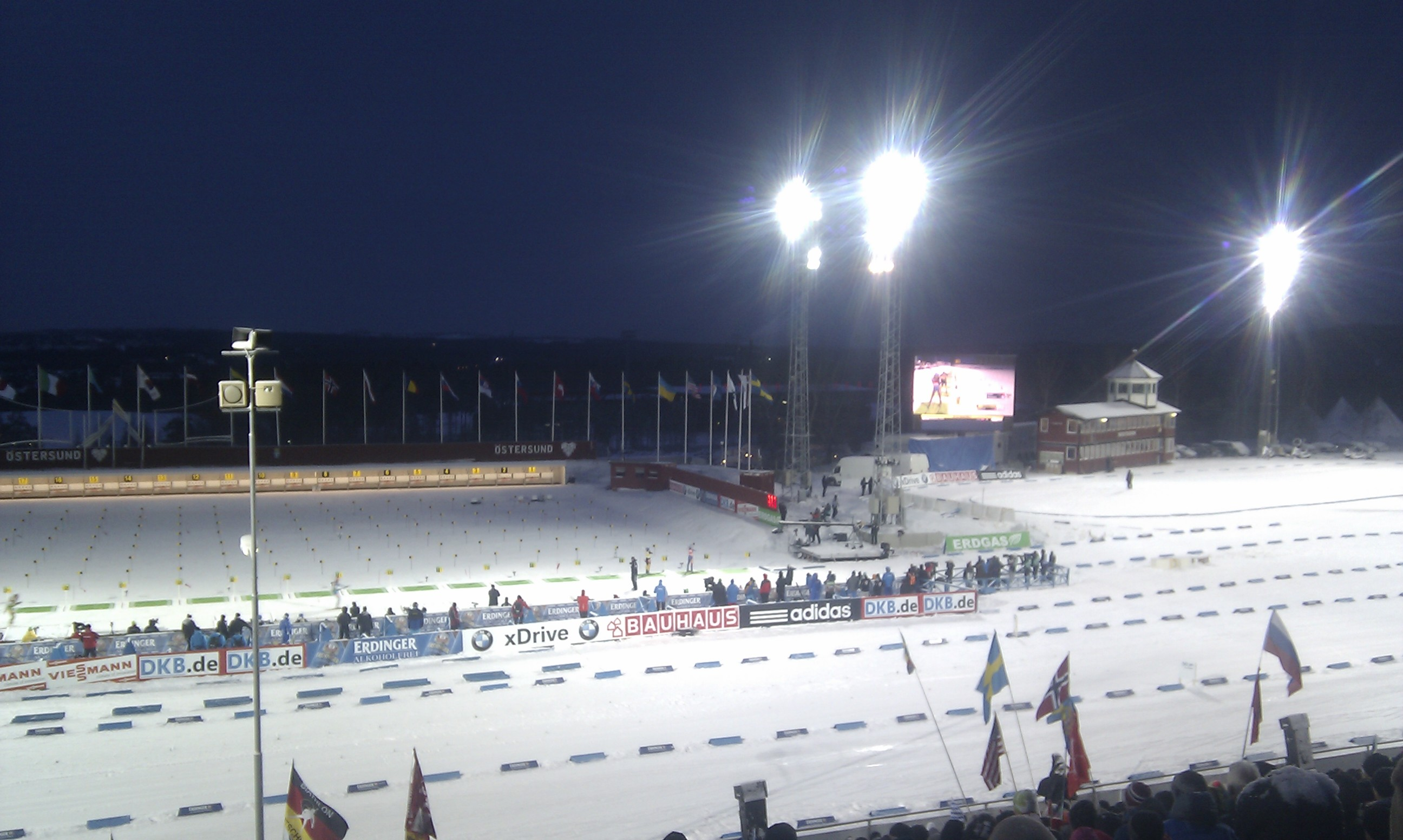
Кубок світу в Естерсунді

Розклад гонок наведено нижче
| Дата         | Час       | Гонка                                  |
| ------------ | --------- | -------------------------------------- |
| 30 листопада | 17:15 CET | Чоловіки, індивідуальна гонка на 20 км |
| 1 грудня     | 17:15 CET | Жінки, індивідуальна гонка на 15 км    |
| 2 грудня     | 16:15 CET | Чоловіки, спринт 10 км                 |
| 3 грудня     | 14:30 CET | Жінки, спринт 7,5 км                   |
| 4 грудня     | 12:15 CET | Чоловіки, переслідування, 12,5 км      |
| 4 грудня     | 14:30 CET | Жінки, переслідування, 10 км           |

## Чоловіки

### Індивідуальна гонка
Перша індивідуальна гонка сезону пройшла в звичних умовах: м'який зимовий вечір, температури близько нуля, легкий вітер. Виступати на відкритті сезону завжди хвилююче, тому промахів було трохи більше, ніж зазвичай. Надії на перемогу плекали відразу декілька спортсменів, однак на стрільбищі багатьох чекало розчарування.
Після другої стрільби з положення лежачи склалося враження, що Мартен Фуркад, Ландертінгер і Фак вже поділили між собою призові місця. Однак на останній «стійці», після проходження 16-кілометрової траси, ситуація змінилася. Фак, першим прийшов до вогневого рубежу, допустив два промахи і, таким чином, втратив свій шанс піднятися на одну із сходинок подіуму. Фуркад і Ландертінгер відстріляли практично синхронно, проте Фуркад не закрив лише одну мішень, а Ландертінгер — дві. Спочатку здавалося, що п'єдестал пошани дістанеться обом спортсменам, однак Шлезінгр, раніше пішов із стрільбища, несподівано відтіснив Ландертінгера на четверте місце. П'яте місце посів Євген Устюгов, який не закрив дві мішені і поступився лідеру майже трьома хвилинами. Всього на дві десятих секунди пізніше росіянина фінішував співвітчизник Ландертінгера Крістоф Зуманн. Найкращим з норвежців виявився Руне Братсвеен, який прийшов до фінішної лінії сьомим. На восьмому місці — словенець Яків Фак з трьома промахами.
Однак найнесподіванішим був виступ Сімона Шемппа, який стартував під номером 71. Те, що він підніметься на п'єдестал пошани, стало зрозуміло на останньому вогневому рубежі. У результаті Шемпп, що допустив один промах, зовсім трохи поступився Шлезінгру і зумів відтіснити Ландертінгера. Варто зазначити те. що 23-річний німецький спортсмен пропустив минулий сезон, хоча в 2010 році брав участь в Олімпійських іграх і посів п'яте місце у складі естафетної команди Німеччини.
Українські спортсмени не зуміли включитися в боротьбу за подіум. Найкращим виявився Сергій Седнєв з двадцять другим результатом. Решта ж спортсменів фінішували за межею залікової зони.

### Спринт
У першій чоловічій спринтерській гонці Кубка світу всіх зірок біатлону затьмарив швед Карл Юхан Бергман, що пройшов дистанцію 10 км за 24:22,5 хвилини і не допустив жодного промаху. Варто зазначити те, що 33-річний швед перемагав до цього всього лише раз — у спринті на етапі Кубку світу в Контіолахті 2006 року. Другим фінішував норвежець Тар'єю Бо, який також відстрілявся чисто, але поступився лідерові 7,6 секунди. Третє місце з 13-секундним відставанням посів співвітчизник Тар'єя — Еміль Хегле Свендсен, не закрив одну мішень. Четверте місце дісталося Мартену Фуркаду з Франції, який також допустив один промах і поступився переможцю 16,4 секунди. На п'ятому місці — американець Лоуелл Бейлі (найкращий результат за всю його кар'єру). Шосте місце посів німець Андреас Бірнбахер, який, незважаючи на чисту стрільбу, прийшов до фінішу на 40,7 секунди пізніше лідера гонки.
У гонці довгий час лідирував Свендсен, який вів з великою перевагою завдяки своїй чистій стрільбі з положення лежачи. Його найближчими суперниками були Бо і Фуркад, однак вони не змогли скласти йому серйозну конкуренцію, — на відміну від Бергмана, якому вдалося скоротити відставання до 2,7 секунди. Варто було Свендсену допустити помилку на «стійці», як перемога вислизнула з його рук. На якийсь час пальма першості перейшла до Бо, який отримав перевагу 13,5 секунди. Однак Бергман, швидко і безпомилково відстрілявшись з положення стоячи, відтіснив його на друге місце. Фуркад йшов впритул за Свендсеном протягом всього змагання, але упустив свій шанс піднятися на подіум після «стійки».
Українці знову не змогли порадувати своїх вболівальників. Як і двома днями раніше, в очковій зоні закріпився тільки один наш спортсмен, цього разу ним став Сергій Семенов. Та й у гонку переслідування крім Сергія вдалося потрапити тільки Андрію Дериземлі та Роману Примі.

### Гонка переслідування
Спочатку в гонці лідирував переможець спринту Карл Юхан Бергман. Однак після першого вогневого рубежу, де спортсмен допустив один промах, йому довелося поступитися своєю позицією влучним Свендсену і Фуркаду. Під час другої стрільби всі три біатлоніста не промахнулися жодного разу, і Бергман зміг вирватися на друге місце. На першій «стійці» йому і Фуркаду знову вдалося відстріляти чисто, після чого обидва спортсмени кинулися до наступного вогневого рубежу, щоб продовжити свою дуель. Тут фортуна виявилася на стороні Фуркад, який захистив свій чемпіонський титул, швидко закривши всі п'ять мішеней, у той час як Бергман заробив три штрафних кола. Тим часом влучно відстріляти несподівано вдалося чеху Ярославу Соукупу, завдяки чому він вийшов на другу позицію і вступив у боротьбу зі Свендсеном, який до того часу знову приєднався до групи лідерів. Поки Фуркад впевнено їхав за перемогою, Соукуп і Свендсен люто билися за друге місце. У результаті норвежцю вдалося вирватися вперед і перетнути фінішну межу трохи раніше чеха. Четверте місце зайняв Тар'єй Бо з трьома помилками і відставанням в 52 секунди. Півсекунди опісля фінішував швед Карл Юхан Бергман, який допустив чотири промахи. Шосте місце (як і у спринті) дісталося німцеві Анді Бірнбахеру, який помилився тричі і поступився переможцю 1:05,4 хвилинами.
Однозначно оцінити виступ українців у гонці переслідування складно. З одного боку, за показником найкращого результату гонка виявилася найгіршою в Остерсунді: найкращий у команді Андрій Дериземля став тільки 36-м. Проте вперше в сезоні в очковій зоні фінішували двоє українців, — компанію Дериземлі в топ-40 склав Сергій Семенов з 38-м результатом.

### Призери
| Гонка:                                                                       | Золото:                  | Час               | Срібло:                       | Час               | Бронза:                       | Час               |
| Індивідуальна, 20 км Протокол [Архівовано 4 вересня 2012 у WebCite]          | Мартен Фуркад Франція    | 53:29.8 (0+0+0+1) | Міхал Шлезінгр Чехія          | 55:24.1 (0+0+0+1) | Сімон Шемпп Німеччина         | 55:24.3 (1+0+0+0) |
| Спринт 10 км Протокол [Архівовано 4 вересня 2012 у WebCite]                  | Карл Юхан Бергман Швеція | 24:22.5 (0+0)     | Тар'єй Бо Норвегія            | 24:30.1 (0+0)     | Еміль Хегле Свендсен Норвегія | 24:35.5 (0+1)     |
| Переслідування 12,5 км Протокол [Архівовано 7 січня 2012 у Wayback Machine.] | Мартен Фуркад Франція    | 32:56.0 (0+0+0+0) | Еміль Хегле Свендсен Норвегія | 33:21.5 (0+0+1+1) | Ярослав Соукуп Чехія          | 33:22.9 (0+1+0+0) |

## Жінки

### Індивідуальна гонка
Дарія Домрачева розпочала новий сезон там, де завершила минулий — на вищому щаблі п'єдесталу пошани. Білоруська спортсменка виграла жіночу індивідуальну гонку з результатом 47:15,6 і двома промахами. Друге місце зайняла шведка Анна Марія Нільссон, яка допустила одну помилку на стрільбищі і поступилася переможниці 1:08,5 хвилинами. Трійку лідерів з відставанням в 1:41,7 замикає німкеня Магдалена Нойнер, яка не закрила три мішені. Четвертою до фінішу прийшла фінка Кайса Мякяряйнен, яка допустила чотири промахи. П'яте і шосте місця дісталися українці Олені Підгрушній і німкені Франциске Хільдебранд відповідно, які не закрили всього по одній мішені.
З самого початку гонку контролювала Магдалена Нойнер, тому її конкурентам не залишалося нічого іншого, як спробувати виграти час за рахунок влучнішої стрільби. До останнього вогневого рубежу Нойнер підійшла з одним промахом, однак тут удача покинула її: на стрільбищі піднявся рвучкий, змінний вітер, який сьогодні зіпсував показники не одній спортсменці. Нойнер не закрила дві мішені і втратила свій шанс на перемогу.
У той час як вся увага була спрямована на Нойнер і Екгольм, Анна Марія Нільссон наполегливо йшла до найкращого за всю свою кар'єру результату (досі її найвищим досягненням було шосте місце в індивідуальній гонці в Поклюці в сезоні 2007/2008). Єдиним недоліком в її яскравому виступі став промах під час стрільби лежачи, однак це не завадило їй піднятися на другу сходинку п'єдесталу пошани.
Як і Нільссон, Домрачева, яка допустила дві помилки на першому вогневому рубежі, спочатку залишалася осторонь від уваги. Все змінилося після того, як спортсменка показала ідеальні результати на «стійці» і другий «лежачи». На останньому вогневому рубежі Домрачева холоднокровно закрила всі п'ять мішеней і пішла зі стрільбища як лідер, в той час як її суперниці відчайдушно боролися з поривами вітру.
Перемога в індивідуальній гонці стала для Дарії великою радістю. У минулий сезон спортсменка цілих 10 разів піднімалася на подіум, перш ніж зайняти довгоочікуване перше місце у мас-старті — останній гонці сезону. Відмінний результат у сьогоднішньому змаганні означає, що в суботньому спринті Домрачева виступить у жовтій майці лідера — вперше за свою кар'єру.

### Спринт
Німецька біатлоністка Магдалена Нойнер виграла першу жіночу спринтерську гонку Кубка світу в цьому сезоні, вирвавши перемогу у своєї суперниці на останніх 1,5 км і фінішувавши з результатом 22:01,7 хвилини. Друге місце зайняла норвежка Тура Бергер, яка, як і Нойнер, допустила одну помилку на стрільбищі і поступилася їй лише двома десятими секунди. Загалом Тора Бергер, яка стартувала під другим номером, блискуче пройшла перше коло, безпомилково відстріляли на першому вогневому рубежі і зайняла лідируючу позицію. Нойнер, що вийшла на трасу пізніше неї, також не допустила жодного промаху і зуміла виграти у норвежки 7,6 секунди. Після «стійки», де обидві спортсменки заробили по штрафному колу, Торі вдалося вирватися вперед, але на підході до позначки 6,3 км розстановка сил знову змінилася: Магдалена, незважаючи на сніг і вітер, які заважали всім учасницям гонки, вийшла в лідери з перевагою в сім десятих секунди і зуміла зберегти свою позицію до самого фінішу.
Третьою до фінішу прийшла фінка Кайса Мякяряйнен з двома промахами і відставанням в 15,2 секунди. Четверте місце зайняла 22-річна Сіннове Солемдаль з Норвегії, яка не змогла закрити дві мішені і поступилася переможниці 19,2 секунди. Дарія Домрачева з Білорусі, яка допустила один промах, і француженка Марі-Лор Брюне, що показала ідеальний результат на стрільбищі, фінішували на 24,6 секунди пізніше Нойнер і поділили п'яте місце.
Українські біатлоністки на етапі в Естерсунді й далі радували вболівальників своїми виступами. Цього разу у спринтерській гонці наші дівчата показали ряд високих результатів. Найкращою в нашій команді стала Валя Семеренко, яка фінішувала сьомою з одним промахом. Взагалі, абсолютною точністю ніхто з українок похвалитися сьогодні не зміг але і відвертих провалів у стрільбі теж не було. Завдяки цьому у двадцятці найсильніших гонку закінчила Віта Семеренко, а Олена Підгрушна та Наталія Бурдига принесли в особисту і командну скарбничку кубкові бали.
У заліку Кубка націй Україна опустилася на четверту сходинку, пропустивши вперед норвежок і француженок, але обійшовши шведок, які лідирували після першої гонки.

### Гонка переслідування
Не встигла закінчитися чоловіча гонка переслідування, як стадіон Естерзунда накрило снігопадом, який різко змінив умови для змагання серед жінок і значно уповільнив швидкість руху по трасі. Попри погодні примхи лідерство, на першому колі, утримувала Нойнер, яка, як і Бергер, Мякяряйнен і Марі-Лор Брюне, безпомилково відстріляли на вогневому рубежі. У результаті на другому колі німкеню, норвежка і фінку відокремлювали всього пара метрів. Однак під час наступної стрільби лежачи Нойнер і Мякяряйнен отримали по штрафному колу, а Бергер не допустила жодного промаху. Після чергового кола Бергер знову закрила всі п'ять мішеней ще до того, як її суперниці зайняли стрілецькі мати. У свою чергу, Мякяряйнен відстріляли чисто, а Нойнер промахнулася двічі, що дозволило Валентині Семеренко переміститися на третю позицію і рухатися з 4-секундною перевагою попереду Брюне, яка проявила влучність на всіх трьох вогневих рубежах. Під час останньої стрільби Бергер і Мякяряйнен промахнулися по разу, проте зуміли зберегти свої позиції за рахунок великого відриву. Семеренко і Брюне обидві не уникли штрафного кола, однак на фінальний круг першою вийшла українка з перевагою у сім секунд. Брюне зменшила швидкість, а Нойнер, незважаючи на чотири промахи, зробила ривок і повернулася до трійки лідерів, які боролисяся за місця на подіумі.

### Призери
| Гонка:                                                               | Золото:                    | Час                | Срібло:                    | Час               | Бронза:                    | Час               |
| Індивідуальна, 15 км Протокол [Архівовано 4 вересня 2012 у WebCite]  | Дарія Домрачева Білорусь   | 47:15.6 /(1+1+0+0) | Анна Марія Нільссон Швеція | 48:24.1 (1+0+0+0) | Магдалена Нойнер Німеччина | 48:57.3 (0+1+0+2) |
| Спринт, 7,5 км Протокол [Архівовано 4 вересня 2012 у WebCite]        | Магдалена Нойнер Німеччина | 22:01.7 (0+1)      | Тура Бергер Норвегія       | 22:01.9 (0+1)     | Кайса Мякяряйнен Фінляндія | 22:16.9 (2+0)     |
| Переслідування, 10 км Протокол [Архівовано 4 вересня 2012 у WebCite] | Тура Бергер Норвегія       | 33:56.9 (0+0+0+1)  | Кайса Мякяряйнен Фінляндія | 34:30.1 (0+1+0+1) | Магдалена Нойнер Німеччина | 35:21.3 (0+1+2+1) |

## Досягнення
Найкращий виступ за кар'єру
| - Євгеній Гаранічев (RUS), 10 місце в інд. гонці - Чон Джеок (KOR), 83 місце в інд. гонці - Штефан Гаврила (ROU), 84 місце в інд. гонці і 83 місце в спринті - Ловелл Бейлі (USA), 5 місце в спринті - Свен Гроссеггер (AUT), 10 місце в спринті - Душан Шімочко (SVK), 17 місце в спринті - Домінік Віндіш (ITA), 23 місце в спринті - Ларс Хегле Біркланд (NOR), 29 місце в спринті - Олександр Бабчин (BLR), 37 місце в спринті - Олександр Трофінов (KAZ), 53 місце в спринті - Скотт Гоу (CAN), 80 місце в спринті - Маріо Дольдер (SUI), 89 місце в спринті | - Анна Марія Нільссон (SWE), 2 місце в інд. гонці - Олена Підгрушна (UKR), 5 місце в інд. гонці - Сіннове Солемдаль (NOR), 13 місце в інд. гонці і 4 місце в спринті - Емелі Ларссон (SWE), 21 місце в інд. гонці - Романа Шремпф (AUT), 28 місце в інд. гонці - Еліс Рінген (NOR), 32 місце в інд. гонці і 20 місце в спринті - Крістель Вігіпу (EST), 38 місце в інд. гонці - Дар'я Юркевич (BLR), 51 місце в інд. гонці - Мартіна Шрапанова (SVK), 55 місце в інд. гонці - Сання Маркканен (FIN), 69 місце в інд. гонці - Елін Маттссон (SWE), 72 місце в інд. гонці - Чардін Слуф (NED), 78 місце в інд. гонці і 71 місце в спринті - Анет Бріце (LAT), 83 місце в інд. гонці - Сьюзен Данклі (USA), 28 місце в спринті - Дар'я Усанова (KAZ), 35 місце в спринті - Нія Дімітрова (BUL), 52 місце в спринті - Ярослав Соукуп (CZE), 3 місце в переслідуванні |

Перша гонка в Кубку світу
| - Флоран Клоде (FRA), 37 місце в інд. гонці - Ларс Хегле Біркланд (NOR), 42 місце в інд. гонці - Олександр Бабчин (BLR), 73 місце в інд. гонці - Маріо Дольдер (SUI), 94 місце в інд. гонці - Скотт Гоу (CAN), 101 місце в інд. гонці - Максим Буртасов (RUS), 92 місце в спринті - Марцис Паеглітіс (LAT), 102 місце в спринті | - Франциска Хільдебранд (GER), 6 місце в інд. гонці - Сьюзен Данклі (USA), 45 місце в інд. гонці - Дар'я Усанова (KAZ), 56 місце в інд. гонці - Ганна Кістанова (KAZ), 80 місце в інд. гонці - Грете Гайм (EST), 81 місце в спринті - Інгела Андерссон (SWE), 82 місце в спринті - Галина Окольздаєва (KAZ), 84 місце в спринті - Байба Бендика (LAT), 93 місце в спринті - Настасія Дуборєзова (BLR), 33 місце в переслідуванні |